# Charlie Cobb Détective : Belle nuit pour une pendaison

Charlie Cobb Détective : Belle nuit pour une pendaison (titre original : Charlie Cobb : Nice Night for a Hanging) est un téléfilm américain de Richard Michaels diffusé en 1977.

## Synopsis
En Californie, un rancher engage une détective privé pour retrouver sa fille disparue...

## Fiche technique
- Titre original : Charlie Cobb : Nice Night for a Hanging
- Réalisation : Richard Michaels
- Scénario : Peter S. Fischer d'après une histoire de Peter S. Fischer, Richard Levinson et William Link
- Directeur de la photographie : Andrew Jackson
- Montage : Howard Deane
- Musique : Mike Post et Pete Carpenter
- Costumes : Charles Waldo
- Production : Peter S. Fischer
- Genre : Western
- Pays :  États-Unis
- Durée : 100 minutes (1 h 40)
- Date de diffusion :
  -  États-Unis : 9 juin 1977

## Distribution
- Clu Gulager (VF : Dominique Paturel) : Charlie Cobb
- Ralph Bellamy : McVea
- Blair Brown : Charity
- Christopher Connelly (VF : Daniel Gall) : Waco
- George Furth : Conroy
- Carmen Mathews : Miss Cumberland
- Tricia O'Neil : Angelica
- Pernell Roberts (VF : Jacques Deschamps) : le shérif Yates
- Stella Stevens (VF : Perrette Pradier) : Martha McVea
- Josh Taylor : Virg